# Opsamates piceonitens
Opsamates piceonitens là một loài bọ cánh cứng trong họ Cerambycidae.